# Txaber Allué
Txaber Allué (Bilbao, 1974) es mayormente conocido por su canal de YouTube "El Cocinero Fiel". Creado en 2007, fue el primer canal dedicado a la cocina en castellano de YouTube y se hizo popular tras su primera receta de tortilla de patatas.

## Surgimiento
Un joven estudiante de Historia en la Universidad de Salamanca que cansado de comedores universitarios comienza a dar sus primeros pasos en el mundo gastronómico visitando mercados y cocinando. Comenzó así pues a convertirse la cocina en una de sus aficiones. 

### Del surgimiento al éxito
Su andadura como Cocinero Fiel comienza en 2007, Txaber apasionado de la cocina y de los medios audiovisuales aúna sus dos aficiones y se dedica a compartir sus recetas. Tres años después de su creación su página ya contaba con millones de visitas, siendo una de las búsquedas más concurridas entre los españoles. Su canal ha evolucionado, no solo muestra sus recetas, sino que documenta de modo altruista las novedades de restaurantes, hoteles y cualquiera de los negocios de hostelería en España.
Pese a su gran éxito en el panorama gastronómico español, a nivel profesional la cocina para Txaber es algo secundario.

## Obras
A raíz de su triunfo en las redes como cocinero, surge su obra "De los platos tradicionales a la tortilla 2.0". En este recetario ilustrado Txaber recoge sus recetas más exitosas, junto con los comentarios, consejos y experiencias que sus seguidores dejan en su canal. Como propuestas de variaciones de ingredientes, técnicas etc.

## Otros afines
Txaber únicamente se dedica a esto a modo de afición.

## Premios y reconocimientos

### 2009
"Mejor Blog de Cocina" (Premio del Salón Gastronómico de Navarra, 2009)

### 2010
"Mejor bloguero mediático" (Premio Canal Cocina, 2010)
"Mejor Blog Gastronómico"(Oxcars, 2010)